# نیکولا کالینیچ
نیکولا کالینیچ (کرواتی: Nikola Kalinic؛ زادهٔ ۵ ژانویهٔ ۱۹۸۸) بازیکن فوتبال اهل کرواسی است.
وی برای تیم ملی فوتبال کرواسی ۴۱ بازی انجام داده ۱۵ گل به ثمر رسانده‌است. پست تخصصی این بازیکن نیز، مهاجم است.